# Daytona USA 2
Daytona USA 2: Battle on the Edge es un arcade de conducción lanzado por Sega en 1998 como secuela del extremadamente exitoso Daytona USA. El juego presentó un entorno gráfico superior, utilizando la placa arcade Sega Model 3. La mayoría de los gabinetes lanzados de Daytona USA 2 fueron sus versiones deluxe  (con lejanos menos Gabinetes de Gemelo), el cual podría ser enlazado para hasta cuatro jugadores. Un cambio notable del original es la capacidad de seleccionar un conductor automovilístico y correspondiente, cada cual con capacidades variables para niveles variables de experiencia de jugador. Justo gusta antes, el juego tiene tres pistas: una pista Principiante con 8 vueltas, una pista Advance con 4 vueltas, y una pista Expert con 2 vueltas. El modo "Time Lap" también regresa, y se accede de la misma manera: manteniendo abajo en el inicio en la pantalla de selección de transmisión. Como el juego original, las versiones espejo de las pistas también pueden ser jugadas manteniendo abajo el botón de Inicio cuándo se está seleccionando la pista. Está recomendado, aun así, que el jugador ha tenido maestría del curso por adelantado. Por petición, un operador de arcade podría poner el juego en el modo Grand Prix o Endurance, para aumentar el número de vueltas en un juego. Acabando una carrera en los primeros 3 lugares en cualquier pista, permite al jugador ver el "final" y ver los créditos de juego.

## Power Edition
A finales de 1998 (unos cuantos meses después del lanzamiento de Battle on the Edge) Sega lanzó una versión actualizada, llamada Daytona USA 2: Power Edition. Los cambios en esta nueva iteración incluyen el entorno del pista beginner; el domo que ciñe la pista en Daytona USA 2 fue removido,  pero los restos de diseño de la pista igual. También se ha incluido la pista "Challenge", la cual combina las tres pistas en una sola. Junto con ligeramente renovó manejar física, el diseño del coche de principiante es ligeramente alteró. Añadido al Power Edition es el Hornet coche Clásico, el coche de jugador de Daytona USA con un diseño alterado. Los coches de adversario' AI es también más agresivo en esta versión, con otro cambio que es a una esquina en el curso adelantado para equilibrar fuera de la dificultad. Antes de que este cambio, muchos expertos consideraron esto acorrala el más difícil en el juego.[cita requerida]

## Pistas
Hay tres pistas separadas en Daytona USA 2 y una pista especial en la Power Edition. Algunos de la información declarada para cada curso es referencia de la banda sonora oficial.

### Astro Waterfall Speedway/SEGA International Speedway
El primer nombre refiere para Battle on the Edge, el segundo refiere a la Power Edition.
Nombre de carrera: SEGA 300
Tipo de pista: speedway de 1 milla (1,61 km)
Número de vueltas (modo Estándar): 8
Número de autos: 40
BGM:  'Sling Shot'
Nivel de dificultad: Principiante
Número de vueltas: 3
Nota: Este curso empieza en un rolling start.
En Battle on the Edge, esta pista de carreras gigante interior está puesta en el Forest Dome, el cual se es puesto en el famed recurso de Islas Tropicales. Con una capacidad arriba de 150,000 espectadores, el Domo presenta muchos entornos diferentes que crea una fantástica experiencia para los conductores. En la Power Edition, el domo fue removido. El cuatro-girar setup son muy similares a las pistas ovaladas reales de las carreras de NASCAR  (similares a la pista en la vida real Daytona Internacional Speedway y el Three Seven Speedway del primer Daytona USA), pero todavía tiene su propio feeling único. La pista presenta varias carteleras en ambas versiones como el Hornet y Chum es Engomar logotipos, significando que en el Power  Edition esto es el tiempo único que el Chum es Engoma el logotipo está mostrado, debido al ser automovilístico rebranded como J.C. Águila en Edición de Poder.

### Joypolis 2020 Amusement Park
Nombre de carrera: Pirate's Treasure 400
Tipo de pista: carretera de 2,25 millas (3,62 km)
Número de vueltas (modo Estándar): 4
Número de autos: 20
BGM: 'I Can Do It'
Nivel de dificultad: Avanzado
Número de vueltas: 10
Nota: En Batalla En El Borde,  hay un Gameworks anuncio en la vuelta final. Aun así,  está sacado en Edición de Poder para las razones desconocidas.
Esta pista pasa por el Joypolis 2020 amusement park, con los conductores que corren a través de varios tipos diferentes de paseos y atracciones: un pirata sacudiendo en un barco, girando cohete espacial como en Disneyland paseo Astro Orbitador (en la línea/de llegada del inicio), una mazmorra de castillo, también una casa mordaz, un Harrier Espacial themed sección, también las montañas de ocaso salvajes con un tren descarrilado y un rodillo gigante coaster cuál vientos a través de un encuadre de Antártida, antes de volver al pirata sacudiendo barco una vez más.

### Virtua City/New Joke City
Nombre de carrera: Skyscraper 500
Tipo de pista: circuito de 5,75 millas (9,25 km)
Número de vueltas (modo Estándar): 2
Número de Coches: 30
BGM:   'Skyscraper Sequence'
Nivel de dificultad: Experto 
Número de vueltas: 30
Esto ciudad giganta @– el centro de la economía mundial, y cuál también se parece a Ciudad de Nueva York y partes de Chicago @– es extremadamente mucho tiempo y curso desafiante, con curvas estancas y hairpin vueltas; las carreteras han sido bloqueadas, y la ciudad real hace el racecourse. Después de pasar por un área céntrica, el curso pasa por un área de puerto, y entonces procede a través de un túnel que dirige a Interstate 95 y entonces atrás a ciudad.
Encima algunas partes del curso, los jugadores pueden leer EE.UU. típicos roadsigns que espectáculo sitios y ciudades diferentes y qué lejos fuera son, algunos del cual referencia otras pistas o juegos. Las ubicaciones notables incluyen:
- Isla de bosque (La pista de principiante en la primera edición de Daytona USA 2, todavía aparece en Edición de Poder)
- Ciudad central (no utilizado en cualquier Daytona juego de EE.UU., pero devenir una ciudad grande en el Sónico el universo de Erizo)
- Santo Canyon (Posiblemente una referencia a Dinosaurio Canyon del original Daytona USA)
- Las Segas (Un portmanteau de Las Vega y Sega, mencionados cuando siendo la ubicación del Tres Siete Speedway en Daytona USA 2001 manual.)

### Extra
Un curso especial solo disponible en Edición de Poder qué combina todo tres otros cursos.
Nombre de carrera: (Ninguno Especificado)
Tipo de curso: punto de 9 millas (14,48 km)
Número de Regazos: 1 (inicio-a-carrera de llegada)
Número de Coches: 30
Curso BGM: Una mezcla de todas las pistas, apagándose a la canción próxima como la jugadora pasa por un túnel
Nivel de habilidad: Desafiante
Número de Vueltas: 47
Estos inicios de carrera fuera como si estás corriendo el curso Adelantado, pero la última vuelta del curso está bloqueada y los coches tienen que ir directamente a un túnel que ventajas a Virtua Ciudad, el Curso Experto, aquellos fines se acercan el área de Estación Central Magnífica de la pista. Después de ir en Interstate 95, los coches normalmente girarían bien, pero en cambio girarían dejados hacia otro túnel con un "SEGA Internacional Speedway" señal por encima de la entrada, introduciendo el curso de Principiante. Una vez dentro del speedway, los coches hacen uno lápida alrededor a la línea de llegada.
La pista de Reto era también presentada como un unlockable ruta en OutRun 2 para el Xbox.

## Autos disponibles
Miembros del Brown familia ('una familia señalada en el mundo de accionario automovilístico corriendo', según el álbum de Banda sonora Original) conduce el cuatro playable coches en este juego @– cada cual automovilístico está poseído por un diferente corriendo equipo. El nombre de los conductores nunca es mencionados ingame, a pesar de que cada cual está introducido en la banda sonora original.
Como tributo al original Daytona USA, todos los coches del título están numerados 41 (multiplayer modo, por otro lado, numera los jugadores' coches 1@–16 dependiendo del número del jugador).

### Chum's Sugarless Gum Racing/J.C. Eagle Professional Tools Racing
El primer nombre refiere para Batallar en el Borde, y el segundo refiere a Edición de Poder. Otherwise Estos coches son idénticos entre versiones.
Conducido por: Johnny Brown
Modelo original: 1998 Chevrolet Monte Carlo
Dificultad: Fácil, más utilizado para quienes son nuevos en el juego. 
Velocidades máximas:
Transmisión automática: 323km/h (201mph)  
Transmisión manual: 327km/h (203mph)  
El Chum es Engomar y J.C. Coches de águila son sabidos como los "coches" de nivel Fáciles, debido a sus velocidades superiores más bajas y buenos manejando. El coche tiene tracción excelente, haciéndolo ideal para principiantes unfamiliar al Daytona mecánico de drift de los EE. UU. para hacer vueltas fácilmente. Experimentó jugadores, aun así, probablemente lo encontrará demasiado lento de manejar @– aun así, el coche puede ser utilizado bien en Virtua Ciudad/Ciudad de Chiste Nuevo, debido a la demanda pesada en el coche es y el jugador está manejando capacidades.
En la banda sonora original del juego, Tom Oeste, el hombre quién dice "Señores, Inicio Vuestros Motores!" Antes de la carrera empieza y comenta la carrera en el "modo" vivo del juego, dice que el Chum es Engoma Automovilístico está conducido por Johnny Brown. Aquello no es cierto: de hecho, en varios screenshots del automovilístico el nombre de Noel Brown es claramente visto en el techo del Chum es Engoma Automovilístico.

### Scorpio Plasma Batteries Racing
Conducido por: Noel Brown
Modelo original: 1998 Pontiac Magnífico Prix
Dificultad: Normal, más utilizado para personas quiénes son semi-experimentó. 
Velocidades máximas:
Transmisión automática: 330km/h (205mph)  
Transmisión manual: 333km/h (207mph)  
Esto automovilístico está designado como el "Coche de Nivel Normal" debido a su equilibrio de velocidad, aceleración, manejando (agarrador o estabilidad), y steering. Esto automovilístico es por tanto propio para jugadores intermedios. Su característica principal es la capacidad de ir a la deriva fácilmente tan opposed al Chums Engomar cuál es duro de poner a un drift y el Phantom cuál es difícil de controlar.
Esto automovilístico no es tan rápidamente como el Phantom en ir a la deriva cuándo utilizado por experimentó jugadores, pero es más perdonando que el Phantom cuál también hace él propio para intermediates.
Algunas personas creen el esquema de color del coche un poco se parece al automovilístico que Terry Labonte condujo en NASCAR.
En la banda sonora original del juego, Tom Oeste, el hombre quién dice "Señores, Inicio Vuestros Motores!" Antes de la carrera empieza y comenta la carrera en el "modo" vivo del juego, dice que el Coche de escorpio está conducido por Noel Brown. Aquello no es cierto: de hecho, en varios screenshots del automovilístico el nombre de Johnny Brown es claramente visto en el techo del Coche de escorpio.

### Phantom Full-Force Energy Drink Racing
Conducido por: Mitch Brown
Modelo original: 1997 Ford Thunderbird
Dificultad: Duro, para los que son expertos en el juego. 
Velocidades máximas:
Transmisión automática: 335km/h (208mph)  
Transmisión manual: 340km/h (211mph)  
Este automóvil está designado como el "Coche de Nivel Duro" o "Hard level Car" en inglés, debido a su alta velocidad y manejo más torpe, a pesar de que el coche es potencialmente el más rápido alrededor de las esquinas cuándo es usado por un profesional downshifting en la transmisión manual, el coche no actúa tan bien utilizando transmisión automática debido a la incapacidad del downshift.
Otra ventaja de este coche es su velocidad fenomenal. El coche de nivel intermedio puede atravesar el  Outerspace Agudo en el Circuito Avanzado a una velocidad máxima de aproximadamente 270km/h (168mph), mientras que si el auto de nivel difícil se controla de manera correcta puede mantener hasta 290km/h (180mph).    
Mientras el coche es un intérprete excelente en velocidad,  es muy implacable para jugadores novatos e incluso veteranos, cuando el coche fácilmente puede salirse de control si se comete algún tipo de error. Esta es la principal razón de por qué se hace llamar "Coche de nivel Duro"
Un dato curioso sobre este coche es que en el modo multijugador, el jugador número 3 tiene un esquema de color negro en el coche. El número 3 Phantom, debido a su pintura negra llena, se parece al coche de Dale Earnhardt.

### Hornet "Classic" High-Class Racing
Este auto está disponible solamente en la Power Edition, aunque 22 años después de la salida de Daytona USA 2: Battle on the Edge, se descubriría que es posible utilizar este automóvil luego de realizar una secuencia de botones la cual se mostrará a continuación
1) Antes de iniciar la partida, cambiar a primera en la palanca de cambios.
2) Iniciar la partida. Una vez que esté en el menú de selección de pista, cambie a cuarta y presione los siguientes botones en orden:
Rojo, Verde, Azul, Verde, Rojo, Azul, Azul + Amarillo (Al mismo tiempo) y Rojo.
Después de esto, seleccionamos cualquier pista y entraremos en un menú secreto en el cual podremos modificar las características de nuestro auto: El motor, el manejo, y la suspensión.
Un dato curioso es que este auto tiene una especie de turbina de aire en el capó, a diferencia de la Power Edition, que no la tiene.
Conducido por: Tom Brown
Modelo Original: 1994 Chevrolet Lumina
Dificultad: Especial, Para personas que quieren correr como si fuese el original Daytona EE.UU..
Velocidades máximas:
Transmisión automática: 315km/h (196mph)  
Transmisión manual: 325km/h (202mph)  
Está directamente inspirado en el auto del Daytona USA original (pero con un diseño ligeramente cambiado para reflejar la potencia del hardware de la placa Model 3), este coche "especial" se controla de una manera muy similar a Daytona USA. Es solo recomendado para quienes disfrutaron el estilo de correr del juego original. Este auto no es el mejor en cuanto a velocidad y aceleración, pero tiene una estabilidad justa, manejo moderado, y es el mejor en derrapar. Para ir a la deriva, o deslizamiento de poder, prensa el pedal de freno mientras aguantando abajo el acelerador y simultáneamente girando el coche. Para evitar que el auto termine dándose vuelta, después de girar en dirección a la pista, muévase en dirección opuesta. Para evitar que el parachoques trasero golpee la pared, deslice el motor lo suficientemente lejos de la pared para que el auto no golpee la pared, pero también en el lugar correcto de la pista para que no terminar en la hierba.
Una referencia notable al Daytona USA original es el movimiento de la cámara al comenzar en cada una de las tres pistas: con el estándar tres coches, el ángulo es el mismo, aun así la del Hornet es casi idéntica a la del juego original.
Este automóvil es también una alternativa buena para principiantes que piensan que el auto para principiantes es demasiado lento, a pesar de su excelente tracción. El auto está modelado exactamente como su contraparte arcade original para parecerse al Lumina de principios de los 90' conducido por gente como Dale Earnhardt y Darrell Waltrip en la NASCAR.

## Banda sonora y otros medios relacionados
Las canciones principales en el juego son como sigue:
- Battle on the Edge (De apertura Anuncia Secuencia)
- Slingshot (Curso de Principiante)
- I Can Do It (Curso Adelantado)
- Skyscraper Sequence (Curso Experto)

En el Curso de Reto de Edición de Poder, la transición de canciones por apagarse en y fuera cuando dentro de los túneles entre cursos.
Mientras el juego presenta un vocal-la banda sonora basada similar al original Daytona USA (pero con un más eléctricos, más pedregosos-edged sonido), el vocals no fue cantado por Takenobu Mitsuyoshi, quién compuso la banda sonora a este juego. El vocalista para todo cuatro canciones es Dennis St. James. En la banda sonora oficial CD,  hay versiones de las canciones donde están cantados por Mitsuyoshi en el segundo disco.
En el modo de prueba del juego en la versión japonesa,  puedes cambiar ambos vocalistas.
Contrariamente a creencia popular, el Extremo de banda no creó una banda sonora enteramente nueva para el juego o actuar él como banda. En cambio, el guitarrista y drummer para Extremo, Reb Playa y Rod Morgenstein, dejó sus habilidades para contribuir a la banda sonora.
Reb La guitarra de la playa está oída encima "Batalla en el Borde" y "yo Lo Pueden Hacer". Rod Morgenstein  los tambores están oídos encima "Batalla en el Borde", "el cabestrillo Disparó", y " Lo Puedo Hacer".
Exterior de Extremo, la guitarra eléctrica y solo de guitarra en "Lanzar Disparado" y "Secuencia de Rascacielos" está actuada por Ira Siegel. El Teclado en "Lanzar Disparado" y "Secuencia de Rascacielos" estuvo hecha por Albert Menendez.

### Banda sonora original
La banda sonora de Daytona USA 2  salió a la venta en Japón en un álbum de disco doble, el 17 de julio de 1998. El primer disco contiene 'audio original' pistas (aquello es, los temas de curso etc. en formato estándar) y 'sonido original' pistas (donde Tom Oeste, comentarista para el Sega Canal de Deportes, los informes en el día está corriendo). Estos sigue es los temas de curso anteriores mezclados en partes con en-audio de juego, como ruido de motor, accidentes, radiofónicos chatter de la tripulación de fosa, y tan encima.
El segundo disco contiene las pistas originales, cantados por Mitsuyoshi él.
La banda sonora declaró nombres para el conductor de cada de los coches en el juego. Todos de estos conductores tienen "Brown" cuando su apellido, posiblemente sugiriendo que son todos relacionados en alguna manera. Es posible de ver el nombre del conductor seguro en el lado del automovilístico mientras corriendo o durante el atraer modo.
A pesar de que sub-encabezado 'Batalla en el Borde', la Edición de Poder de referencias de álbum por incluir el Hornet Clásico Corriendo Equipo en el conductor lineup.

### Guía de Estrategia oficial
Inusual para un juego de arcada,  había también una guía de estrategia oficial liberada en Japón. Esta guía de estrategia entrevistas de desarrollador presentado así como pistas y consejos comprensibles compilaron por un grupo de profesionales de juego de conducción de arcada sabidos cuando Equipo Marubaku. La guía de estrategia ha sido fuera de impresión para un número de años y segundo-copias de mano pueden mandar precios altos.